# Colin Meads
Sir Colin Earl Meads, KNZM, MBE (* 3. Juni 1936 in Cambridge; † 20. August 2017 in Te Kūiti) war ein neuseeländischer Rugby-Union-Spieler.

## Karriere

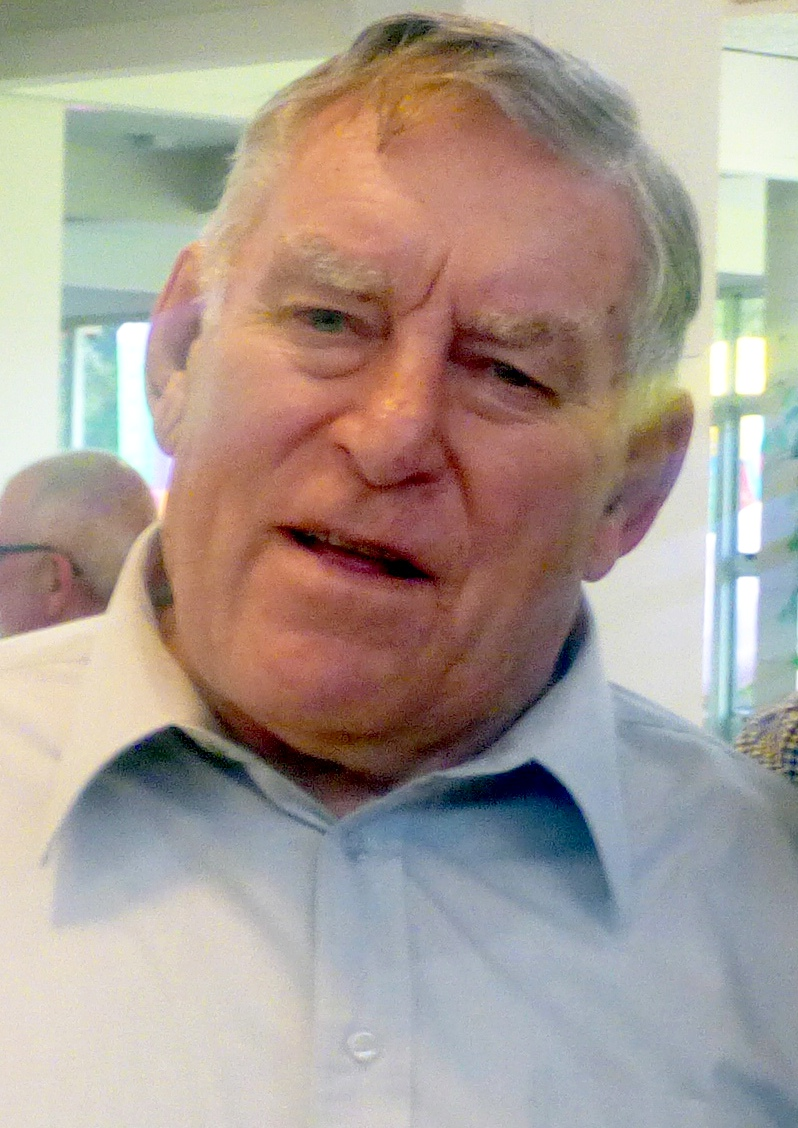
Colin Meads, 2015

Meads, der den Spitznamen Pinetree (Kiefer) trug, spielte 133 Spiele für die All Blacks, die neuseeländische Nationalmannschaft, davon 55 offizielle Länderspiele. Zu Beginn seiner Karriere spielte als Flügelstürmer und Nummer 8, später dann rückte er in die Position des Zweite-Reihe-Stürmer vor, wo er elf Länderspiele gemeinsam mit seinem Bruder Stanley Meads – selbst ein 30-maliger All Black – absolvierte.
Mehrere Male übernahm Colin Meads die Kapitänsrolle für die Nationalmannschaft, allerdings nie für längere Zeit. Trotzdem hält er den Rekord über die längste Zeit als Kapitän – von 1960 bis 1971.
Er galt als einer der härtesten Spieler seines Sportes. Während eines Spiels gegen Schottland 1967 wurde er als zweiter Spieler überhaupt im Rugby-Union-Sport vom Platz gestellt. In einem offenen Gedränge in einer Partie gegen Eastern Transvaal in Südafrika 1970 brach er sich den Arm. Obwohl sein Arm herabhing und die Fraktur nicht zu übersehen war, spielte Meads weiter. Als ein Arzt nach dem Spiel das Trikot aufschnitt und den Verdacht bestätigte, murmelte Meads: „Wenigstens haben wir das verdammte Spiel gewonnen.“ (“At least we won the bloody game.”)
Viele Beobachter kritisierten Meads jedoch wegen unnötiger Brutalität in seinem Spiel. So kommentierte der neuseeländische Sportjournalist Sir Terry McLean seine Aufnahme als Gründungsmitglied in die NZ Sports Hall of Fame nach seinem Rücktritt 1972:

„Great? Sort of. Greatest? No. The feeling is of pity that some of our rugby not only tolerates but applauds dangerous play which can result in injuries which turn men, especially young men, into cripples.“

„Bedeutend? Sozusagen. Der Größte? Nein. Es ist bedauerlich, dass ein Teil unseres Rugbysports gefährliches Spiel nicht nur toleriert, sondern begrüßt, welches Verletzungen nach sich ziehen kann, die Männer, insbesondere junge Männer, zu Krüppeln machen.“

Nach dem Ende seiner Spielerkarriere arbeitete Meads unter anderem als Trainer und für den neuseeländischen Rugbyverband. 1999 erklärte dieser ihn zum „Spieler des Jahrhunderts“.
Meads starb am 20. August 2017 in einem Krankenhaus in Te Kūiti an den Folgen einer Erkrankung an Bauchspeicheldrüsenkrebs.